# Robert Oblak
Robert Oblak, slovenski nogometaš, * 3. maj 1968.
Oblak je kariero začel v jugoslovanski ligi pri Olimpiji, v slovenski ligi pa je igral za klube Krka, Triglav, Olimpija in Rudar Velenje. Skupno je v prvi slovenski ligi odigral 94 prvenstvenih tekem in dosegel sedem golov. 
Za slovensko reprezentanco je leta 1994 odigral tri uradne tekme.